# Hwaseong FC
Hwaseong FC ist ein Fußballfranchise aus Hwaseong in Südkorea. Der Verein spielt aktuell in der K3 League, der dritthöchsten Spielklasse Südkoreas.

## Geschichte

### Vorgeschichte
Zwischen 2007 und 2008 war in der Stadt Hwaseong der Verein Hwaseong Shinwoo Electronics beheimatet, welcher an der K3 League teilnahm. Der Verein gehörte der Firma Shinwoo Electronics, welcher in Kooperation mit der Stadt den Verein führte. In jeweils beide Spielzeiten beendete der Verein die Reguläre Saison auf Platz zwei und stand anschließend im Finale, welches sie allerdings verloren. 2009 beendete Shinwoo Electronics die Kooperation mit der Stadt Hwaseong und zog nach Samcheok um. Die Stadt kündigte kurz darauf an, in den kommenden Jahren einen eigenen Verein an der K3 League teilnehmen lassen zu wollen.

### Gründung (2013)
In der Zwischenzeit wurde von 2009 bis 2011 das Hwaseong-Stadion errichtet, indem der zukünftige Verein spielen sollte. Insgesamt vier Jahre später, am 23. Januar 2013, gab die Stadtverwaltung offiziell bekannt, Hwaseong FC gegründet zu haben, welcher an der kommenden Spielzeit teilnehmen wird. Erster Trainer des Vereins wurde Kim Jong-bu.

### Erste Spielzeiten (2013–2016)
In ihrer ersten Spielzeit traten sie in einer Gruppe mit 9 Mannschaften an. Auf Anhieb schaffte es der Verein, die Gruppe zu gewinnen und qualifizierte sich somit für die Meisterschaftsrunde. Im Halbfinale der Meisterschaftsrunde traten sie zuhause gegen den Viertelfinalgewinner Paju Citizen FC an, gegen wen sie allerdings überraschend mit 1:2 unterlagen. Da der Verein aber unter den 6 besten Vereinen war, qualifizierte er sich automatisch für den Korean FA Cup. In ihrer zweiten Spielzeit erreichte der Verein erneut den 1. Platz in der Gruppenphase. Im Halbfinale der Meisterschaftsrunde traf diesmal der Verein auf Icheon Citizen FC, welches mit 1:1 endete. Da Hwaseong FC Gastgeber war, gewann Hwaseong FC automatisch das Spiel und zog in das Finale ein. Dort trafen sie auf den FC Pocheon. Das Finale konnte Hwaseong FC für sich entscheiden, womit sie erstmals die Ligameisterschaft gewannen. Auch im Pokal konnte der Verein Erfolge feiern. In der 1. Hauptrunde des Pokals empfingen sie die Dongguk-Universität, gegen wen sie mit 2:1 gewinnen konnten. In der anschließenden Runde musste der Verein gegen den damaligen Zweitligisten Suwon FC antreten. Das Spiel ging mit 3:4 in der 90. Spielminute durch das Tor von Jeong Min-uh verloren. Nichtsdestotrotz, konnte die Pokalsaison positiv bewertet werden.
In der darauffolgenden Spielzeit 2015 beendete der Verein Punktgleich, aber mit einem schlechteren Torverhältnis die Pruppenphase hinter Gimpo Citizen FC auf Platz 2. Der zweite Platz reichte aber dennoch aus, um an der Meisterschaftsrunde teilnehmen zu dürfen. In der Meisterschaftsrunde empfingen sie anschließend erneut Paju Citizen FC, welches diesmal mit 2:1 für Hwaseong FC ausging. Im Viertelfinale spielte man anschließend gegen Gyeongju Citizen FC. Das Spiel endete mit 0:0. Das darauffolgende Elfmeterschießen ging gegen Gyeongju mit 7:8 knapp verloren. Die Pokalsaison hingegen verlief sehr gut. In ihrer ersten Pokalrunde traten sie zuhause gegen Ligakonkurrent Yangju Citizen FC an, welche sie mit 3:0 schlagen konnten. Anschließend spielte man gegen den Drittligisten Mokpo City FC, gegen wen sie erneut mit 2:1 gewinnen konnten. In der 4. Pokalrunde empfing man anschließend erneut einen Drittligisten. Gegen Changwon City FC konnte man ebenfalls mit 2:1 gewinnen und sorgte mit den Achtelfinal-Einzug für Furore im Korean FA Cup. Dort trat man anschließend gegen den Erstligisten FC Seoul an. Das Spiel endete knapp mit 1:2 gegen Hwaseong FC. Am Ende der Saison gab der Trainer Kim Jong-bu bekannt, zum Zweitligisten Gyeongnam FC zu wechseln. Beide Vereine trafen 2017 im Pokal nach den Wechsel zum ersten auf einander. Das Duell wurde Kim Jong-bu-Derby genannt.
Als Nachfolger für Kim Jong-bu wurde Lee Do-yeong vorgestellt. Die Spielzeit 2016 wurde eine wichtige Spielzeit, da es in dieser Spielzeit um die Qualifikation zur neuen K3 League Advance und K3 League Basic ging. Alle 20 Vereine spielten daher jeweils einmal gegeneinander. Der Verein erreichte zwar Platz 9 und qualifizierte sich für die neue K3 League Advance, scheiterte allerdings an der Qualifikation zur Meisterschaftsrunde. Damit verpasste der Verein erstmals das Ziel der Meisterschaftsrunde. Im Pokal lief es hingegen bisschen besser. In ihrer ersten Runde trafen sie auf die Cheongju-Universität, welche sie souverän mit 3:0 schlagen konnte. In der anschließenden Runde scheiterte aber der Verein mit 0:2 an Seoul E-Land FC.

### Gegenwart
Trotz des verpassten Saisonziels der Meisterschaftsrunde, durfte Lee Do-yeong weitermachen als Trainer. In der Premierenspielzeit der K3 League Advance erreichte der Verein einen sehr guten 3. Platz und qualifizierte sich nach 2015 wieder für die Meisterschaftsrunde. Im Viertelfinale empfing man Yangpyeong FC, gegen welche das Spiel zwar mit 1:1 endete, aufgrund des Heimrechtes aber offiziell gewann. Man traf anschließend auf den anderen Viertelfinal-Gewinner Cheongju City FC. Vor 710 Zuschauern ging das Spiel torlos zu ende. Da aber in diesen Spiel Cheongju das Heimrecht besaß, verlor Hwaseong FC das Spiel. Auch in dieser Pokalspielzeit kam man nicht über die 3. Hauptrunde hinaus. In ihrer ersten Runde empfingen sie erneut die Dongkook Universität, welche man erneut mit 1:0 schlagen konnte. Anschließend trat man gegen Gyeongnam FC an, bei welchen der ehemalige Trainer Kim Jong-bu immer noch tätig war. Das Spiel wurde zum 1. Kim Jong-bu-Derby erklärt. Das Spiel ging mit 0:1 knapp verloren. Nach Ende der Spielzeit wurde der Vertrag von Lee Do-yeong nicht verlängert, sodass er anschließend gehen musste.
Neuer Trainer wurde Kim Seong-nam, welcher zuvor für die Reservemannschaft vom FC Seoul zuständig war. 2018 wurde für den Verein eine bittere Saison. Aufgrund drei fehlender Punkte verpasste der Verein mit Platz 7. die Meisterschaftsrunde sehr knapp. Auch mit den erneuten erreichen der 3. Hauptrunde des Pokals konnten keine Erfolge gefeiert werden. In der 3. Hauptrunde scheiterte der Verein mit 2:3 an der Yongin-Universität. Nach Ende der Spielzeit musste auch Kim Seong-nam gehen.
Für die Spielzeit 2019 wurde Kim Hak-cheol als Trainer verpflichtete. Unter Kim Hak-cheol wurde diese Spielzeit die beste Spielzeit in der Vereinsgeschichte. In der Liga stand man erstmals in der Reguläre Spielzeit auf Platz 1 und qualifizierte sich somit direkt für das Meisterschaftsfinale und empfing dort die Mannschaft von Yangpyeong FC. Das Hinspiel in Yangpyeong konnten sie dank eines 1:0-Sieges für sich entscheiden. Das Rückspiel ging anschließend ebenfalls mit 1:0 gewonnen, womit der Verein erstmals die Ligameisterschaft feiern konnte. Auch im Pokal konnte der Verein Erfolge für sich verzeichnen. In ihrer ersten Pokalrunde traten sie bei der Amateurmannschaft der Christliches-Mokpo-Krankenhaus an, gegen welche sich die Mannschaft um Kim Hak-cheol mit 6:1 souverän durchsetzen konnte. In der darauffolgenden Pokalrunde empfangen sie im Nachbarschaftsduell den Zweitligisten Ansan Greeners FC, gegen welche man sich mit 3:2 durchsetzen konnten. In der 4. Hauptrunde empfangen sie anschließend den Ligakonkurrenten Yangpyeong FC, die man mit einem 5:2-Sieg deutlich schlagen konnte. Im Achtelfinale empfingen sie darauffolgend Cheonan City FC, die man ebenfalls in einem Elfmeterschießen mit 4:3 bezwingen konnte. Im Viertelfinale ging es anschließend gegen den Erstligisten Gyeongnam FC, den man mit 2:1 ebenso überraschend schlagen konnte. Im Halbfinale ging es nun gegen den Erstligisten Suwon Samsung Bluewings. Das Hinspiel konnte mit 1:0 für sich entschieden werden. Das Rückspiel ging in der Verlängerung mit 0:3 verloren. Durch ihre Leistung im Pokal, bekamen sie große Anerkennung von den Südkoreanischen Fußballvereinen.
Die KFA gab zum Jahresanfang 2020 bekannt, dass unter anderem Hwaseong FC ihre Lizenz für die neu gegründete K3 League bekamen und somit Gründungsmitglied der neuen Halbprofessionellen Liga wurden. In der Premierenspielzeit konnten sie in der Regulären Spielzeit dank ihres 4. Tabellenplatzes sich für die Meisterschaftsrunde qualifizieren. Am Ende beendete man die Spielzeit auf Tabellenplatz 6. Auch im Pokal konnten sie nicht an ihre Vorjahresleistung anknüpfen. In ihrer ersten Pokalrunde empfingen sie den Ligakonkurrenten Daejeon Korail FC, welchen man mit 3:2 schlagen konnte. In der darauffolgenden 3. Hauptrunde traten sie beim Zweitligisten Busan IPark FC an, gegen welche man allerdings mit 0:4 deutlich verloren hatte. Auch in der darauffolgenden Spielzeit, konnte man an den vorherigen Erfolg nicht anknüpfen. Am Ende der Spielzeit stand die Mannschaft um Kim Hak-cheol auf Tabellenplatz 12 im unteren Mittelfeld. Auch im Pokal schied der Verein sehr früh aus. In ihrer ersten Hauptrunde unterlagen sie im Elfmeterschießen mit 4:5 gegen den Ligakonkurrenten Cheongju FC. Nach Ende der Spielzeit musste Kim Hak-cheol gehen. Sein Nachfolger wurde Kang Cheol.

### Historie-Übersicht
| Saison | Liga              | Kl. | Vereine | Spiele | Pl. | S  | U  | N  | Tore  | Pkt. | KFA Cup       | Play-Off           | Trainer       |
| 2013   | K3 League         | 4   | 9       | 25     | 1.  | 16 | 5  | 4  | 86:21 | 53   | -             | Halbfinale         | Kim Jong-bu   |
| 2014   | K3 League         | 4   | 9       | 25     | 1.  | 19 | 2  | 4  | 64:27 | 59   | 2. Hauptrunde | Meister            | Kim Jong-bu   |
| 2015   | K3 League         | 4   | 9       | 25     | 2.  | 18 | 2  | 5  | 65:36 | 56   | Achtelfinale  | Viertelfinale      | Kim Jong-bu   |
| 2016   | K3 League         | 4   | 20      | 19     | 9.  | 9  | 4  | 6  | 37:26 | 31   | 3. Hauptrunde | Nicht Qualifiziert | Lee Do-yeong  |
| 2017   | K3 League Advance | 4   | 12      | 22     | 3.  | 9  | 8  | 5  | 30:26 | 35   | 3. Hauptrunde | Halbfinale         | Lee Do-yeong  |
| 2018   | K3 League Advance | 4   | 12      | 22     | 7.  | 9  | 6  | 7  | 31:25 | 33   | 3. Hauptrunde | Nicht Qualifiziert | Kim Seong-nam |
| 2019   | K3 League Advance | 4   | 12      | 22     | 1.  | 16 | 2  | 4  | 42:18 | 50   | Halbfinale    | Meister            | Kim Hak-cheol |
| 2020   | K3 League         | 3   | 16      | 22     | 6.  | 9  | 6  | 7  | 29:27 | 33   | 3. Hauptrunde | Nicht Qualifiziert | Kim Hak-cheol |
| 2021   | K3 League         | 3   | 15      | 28     | 12. | 8  | 10 | 10 | 29:34 | 34   | 2. Hauptrunde | Nicht Qualifiziert | Kim Hak-cheol |
| 2022   | K3 League         | 3   | 16      | 30     |     |    |    |    | -:-   |      | 3. Hauptrunde |                    | Kang Cheol    |

## Kader 2025
Stand: 19. Januar 2025
| Nr. |            | Position | Name            |
| --- | ---------- | -------- | --------------- |
| 1   | Korea Sud  | TW       | Kim Seung-gun   |
| 3   | Korea Sud  | AB       | Seo Tae-kyung   |
| 4   | Korea Sud  | AB       | Gu Dae-yeob     |
| 5   | Korea Sud  | AB       | Cha O-yeon      |
| 7   | Korea Sud  | MF       | Kim Min-seok    |
| 9   | Australien | ST       | Moudi Najjar    |
| 10  | Brasilien  | ST       | Luan Costa      |
| 14  | Korea Sud  | MF       | Im Chang-kyoon  |
| 15  | Korea Sud  | MF       | Kim Ki-chan     |
| 16  | Korea Sud  | MF       | Choi Myeong-hee |
| 17  | Korea Sud  | MF       | Lim Chang-seok  |
| 18  | Korea Sud  | ST       | Lee Seung-jae   |
| 19  | Korea Sud  | ST       | Yoo Byung-soo   |
| 20  | Korea Sud  | AB       | Byeon Jun-byum  |
| 22  | Korea Sud  | MF       | Jo Yeong-jin    |
| 23  | Korea Sud  | AB       | Kim Dae-hwan    |

| Nr. |           | Position | Name           |
| --- | --------- | -------- | -------------- |
| 24  | Korea Sud | MF       | Cho Yong-jun   |
| 25  | Korea Sud | AB       | Kim Shin-ri    |
| 26  | Korea Sud | MF       | Park Chang-ho  |
| 27  | Korea Sud | ST       | Baek Seong-woo |
| 28  | Korea Sud | ST       | Sun Sang-hoon  |
| 30  | Korea Sud | AB       | Lee Ji-woo     |
| 31  | Korea Sud | TW       | Kim Ki-hun     |
| 32  | Korea Sud | ST       | Ryu Soo-hyuk   |
| 33  | Korea Sud | MF       | An Ho-jong     |
| 34  | Korea Sud | MF       | Shin Gi-seop   |
| 36  | Korea Sud | ST       | Woo Je-wook    |
| 37  | Korea Sud | AB       | Kim Jun-seop   |
| 39  | Korea Sud | MF       | Song Tae-seong |
|     | Brasilien | MF       | Dimitri        |
|     | Korea Sud | ST       | Lee Ji-han     |
|     | Brasilien | ST       | Arthur         |

## Stadion
| Stadion | Name             | Eigentümer               | Eröffnung | Nutzungszeitraum | Nutzungszeitraum |
| Stadion | Name             | Eigentümer               | Eröffnung | Von              | Bis              |
| ------- | ---------------- | ------------------------ | --------- | ---------------- | ---------------- |
|         | Hwaseong-Stadion | Stadtverwaltung Hwaseong | 2011      | 2013             | Bis jetzt        |